# Ludovic Graugnard
Ludovic Graugnard, né le 25 octobre 1977 à Arles, est un entraîneur français de football. Au départ adjoint d'Eddy Etaeta, il devient le sélectionneur de l'équipe de Tahiti de football entre 2015 et 2017. Il est actuellement responsable de la préformation au Toulouse FC depuis 2021.

## Carrière
Tout en étant entraîneur de l'AS Dragon (champion de Polynésie 2012 et 2013), Ludovic Graugnard fait partie du staff tahitien dès 2010, en tant qu'adjoint d'Eddy Etaeta. En 2012, lors de la Coupe de l'Outre-Mer 2012, lors de l'expulsion du sélectionneur contre Mayotte, il assure l'intérim pendant deux matches (Martinique et Nouvelle-Calédonie). Puis il participe à la Coupe des Confédérations 2013. Néanmoins, les Toa Aito sont éliminés au premier tour.
Après le départ d'Etaeta, il est nommé sélectionneur et dispute la Coupe d'Océanie de football 2016 mais les Toa Aito sont éliminés au premier tour. Il arrête la sélection en juillet 2017.
Revenu en métropole, il s'investit dans la région Provence-Alpes-Côte-d'Azur comme Conseiller Technique Départemental du District Rhône-Durance pendant trois ans puis est responsable de la préformation au Toulouse FC depuis 2021.